# Eilema tricolor
Eilema tricolor är en fjärilsart som beskrevs av Alfred Ernest Wileman 1911. Eilema tricolor ingår i släktet Eilema och familjen björnspinnare. Inga underarter finns listade i Catalogue of Life.